# آبي لي ميلر
آبي لي ميلر (بالإنجليزية: Abby Lee Miller)‏ هي مصممة رقص أمريكية، ولدت في 21 سبتمبر 1950 في ميامي في الولايات المتحدة.

## وصلات خارجية
- آبي لي ميلر على موقع IMDb (الإنجليزية)
- آبي لي ميلر على موقع ميوزك برينز (الإنجليزية)
- آبي لي ميلر على موقع قاعدة بيانات الفيلم (الإنجليزية)